# دييغو غارسيا ميدينا
دييغو غارسيا ميدينا (بالإسبانية: Diego García Medina)‏ (19 ديسمبر 1996 بشانارال في تشيلي - ) هو مدرب كرة قدم ولاعب كرة قدم تشيلي في مركز الدفاع. لعب مع نادي أونيفرسيداد دي تشيلي.

## وصلات خارجية
- دييغو غارسيا ميدينا على موقع قاعدة بيانات كرة القدم.إي يو (الإنجليزية)
- دييغو غارسيا ميدينا على موقع Soccerway.com (الإنجليزية)